# Martin Schubarth

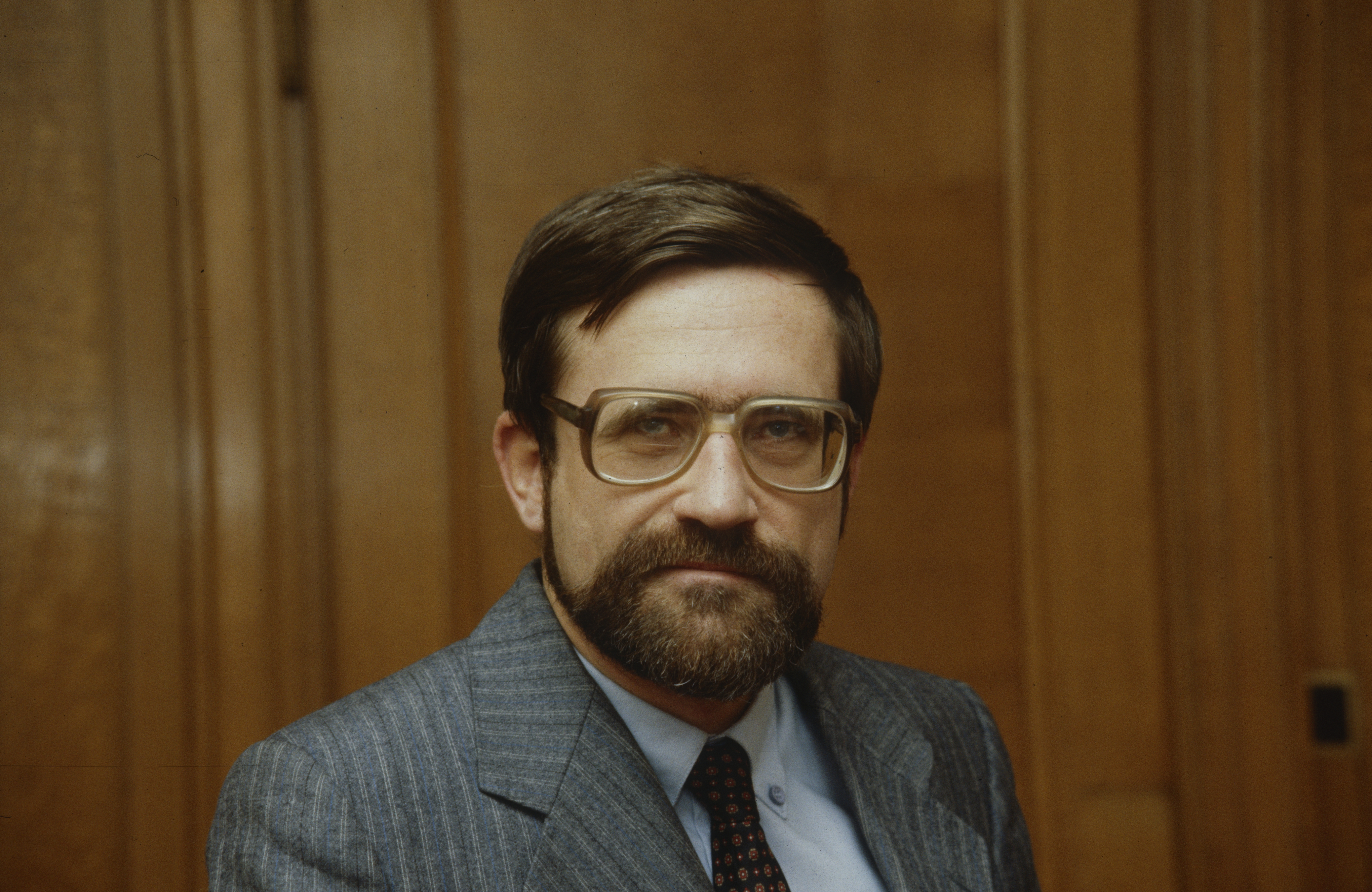
Martin Schubarth (1982)

Martin Schubarth (* 9. Juni 1942 in Basel; heimatberechtigt ebenda) ist ein Schweizer Jurist und ehemaliger Bundesrichter. Er war von 1982 bis 2004 Richter am Kassationshof in Strafsachen des Schweizerischen Bundesgerichts und von 1999 bis 2000 Bundesgerichtspräsident. 2004 trat er als Bundesrichter zurück, nachdem er offenbar einen Journalisten bespuckt und damit einen Medien- und Politwirbel ausgelöst hatte.

## Biografie
Schubarth studierte in Basel Recht und war unter anderem Schach-Universitätsmeister. 1968 erwarb er das Basler Anwaltspatent. Ab 1969 wirkte er als Anwalt in Basel, wo er sich 1973 an der Universität habilitierte. Von 1976 bis 1980 war er Professor an der Universität Bonn, 1980 bis 1983 an der Universität Hannover.
Politisch engagierte sich Schubarth in der Basler Sozialdemokratischen Partei (SP). Ihm zufolge waren es «neben sozialen vor allem ökologische und rechtsstaatliche Anliegen» sowie – im Rahmen der damaligen Debatte über die Kernenergie – «Vorbehalte gegen die bedingungslose Technikgläubigkeit», die ihn zum SP-Beitritt bewogen. 1976 wurde er in den Basler Grossen Rat gewählt.
Auf Vorschlag der SP wählte die Vereinigte Bundesversammlung Martin Schubarth am 29. September 1982 zum Bundesrichter.

## Die «Spuck-Affäre»
Medienberichten zufolge bespuckte Schubarth am 11. Februar 2003 in der Wandelhalle des Bundesgerichtes den Bundesgerichtskorrespondenten der NZZ, Markus Felber, traf aber einen danebenstehenden Gerichtsschreiber und entfernte sich wortlos. Am 19. Februar 2003 bestätigte das Bundesgericht den Vorfall in einer Medienmitteilung und missbilligte ihn in aller Form. Es beschloss zudem mit sofortiger Wirkung, Bundesrichter Schubarth in der Rechtsprechung nicht mehr einzusetzen, und forderte ihn zum Rücktritt auf. Dieser kam der Aufforderung jedoch nicht nach. Er machte geltend, es habe sich um einen Hustenanfall mit Auswurf gehandelt, das Ereignis sei aber auch mit einer gegen ihn geführten Intrige vor seiner Wiederwahl im Dezember 2002 in Zusammenhang gestanden.
Da Schubarth als Magistratsperson weder vom Bundesgericht noch von der Bundesversammlung disziplinarisch belangt oder seines Amtes enthoben werden konnte, beschlossen die Geschäftsprüfungskommissionen (GPK) der Bundesversammlung, eine Inspektion am Bundesgericht einzuleiten. Die GPK kamen zum Schluss, dass sich Schubarth eine grobe Anstandsverletzung zuschulden kommen liess, die sich mit der Stellung eines Bundesrichters nicht vertrage. Das Vertrauen der Rechtsuchenden in ihn sei damit nachhaltig gestört. Daher gebe es keine Alternative zu einem Rücktritt von Schubarth.
Zwei Tage vor Verabschiedung des Berichts der GPK reichte Bundesrichter Schubarth seinen Rücktritt ein, zunächst auf den 30. Juni 2004, nach Gesprächen auf Ende Januar 2004. Seine ordentliche Amtszeit wäre erst 2008 abgelaufen. Peter Zihlmann verwendet diese Spuckaffäre als Plot seines Justizromans "Der Richter und das Mädchen".

## Schriften
- Verfassungsgerichtsbarkeit: rechtsvergleichend, historisch, politologisch, soziologisch, rechtspolitisch; unter Einbezug der europäischen Gerichtshöfe. Stämpfli Verlag, Bern 2011, ISBN 978-3-7272-8786-2